# Guido Guerrasio
Guido Guerrasio né le 9 juillet 1920 à Milan et mort le 3 mai 2015 dans cette même ville est un réalisateur, metteur en scène et scénariste italien.

## Biographie
Guido Guerrasio a tourné surtout pour le genre mondo, genre né en Italie au début des années 1970.
En 1948 il tourne son premier film Amalfi puis d'autres restés dans l'anonymat.
Avec Il Piave mormorò, il tourne un premier documentaire.
En 1969, il tourne son premier  mondo movie Africa segreta et en 1971, le plus célèbre  Africa ama.
En 1977, il tourne  L'Italia in pigiama (« Italie en pyjama »), un film sur les vices des italiens.

## Filmographie partielle
- 1948 : Amalfi
- 1949 : La leggenda di Verona
- 1950 : il testamento dei poveri
- 1951 : Miracoli della chimica
- 1952 : Signora volpe
- 1952 : la via del sole
- 1952 : Colore Portofino
- 1953 : Tempo di pittura
- 1953 : Storie dalla mia citta
- 1953 : 1800
- 1953 : la catastrofe napoleonica
- 1953 : Ritmo in tre
- 1953 : Bicicletta che passione
- 1958 : Italia in Patagonia
- 1960 : Gente dei navigli
- 1964 : Il piave mormorò
- 1965 : Civiltà del silenzio
- 1962 : Dal sabato al lunedì
- 1969 : Africa segreta
- 1971 : Africa ama
- 1975 : Magia nuda (documentaire)
- 1977 : L'Italia in pigiama
- 1985 : Milano di palazzi e giardini
- 1989 : Napoli capitale interrotta